# Évolution territoriale de la Russie

Expansion de la Russie (1300–1945)

Cet article traite de l'évolution territoriale de la Russie. Les frontières de la Russie ont évolué au gré de nombreuses conquêtes militaires et colonisations, ainsi qu'au fil des unions idéologiques et politiques depuis plus de cinq siècles (de 1533 à aujourd'hui).

## Attribution du nom
Le nom « Russie » en français a pu désigner dans la littérature historique plusieurs états successifs :
- la Rus' de Kiev ou « Russie kévienne » dont les frontières, déjà, étaient fluctuantes ;
- les « Russies » au pluriel, principautés issues de la fragmentation de la précédente, et ainsi entrées dans la titulature des tzars et des patriarches de Moscou : всеѧ̀ рꙋсѝ « …de toutes les Russies ») ;
- la grande-principauté de Moscou depuis la fin du XVe siècle, devenue courante en 1547 lorsqu'elle a évolué en tsarat de Russie.

Dans l'historiographie ukrainienne moderne, les noms « Ruthénie » ou « Russinie » sont généralement substitué à « Russie » ; les deux ont la même étymologie : le scandinave (varègue) roðslagen (« pays du gouvernail »). 

## Tsarat et Empire russes

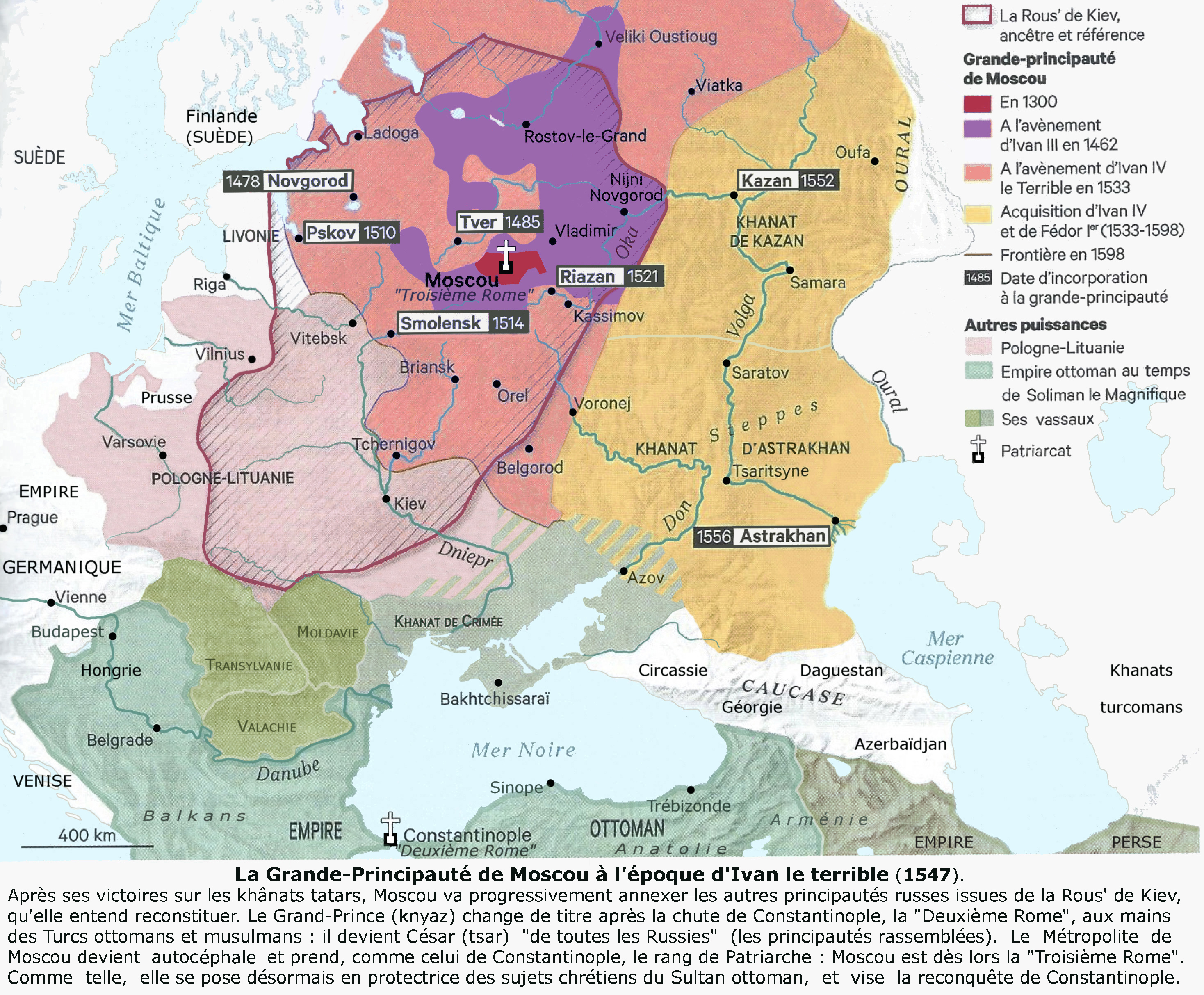
La Grande-principauté de Moscou et son expansion territoriale aux.

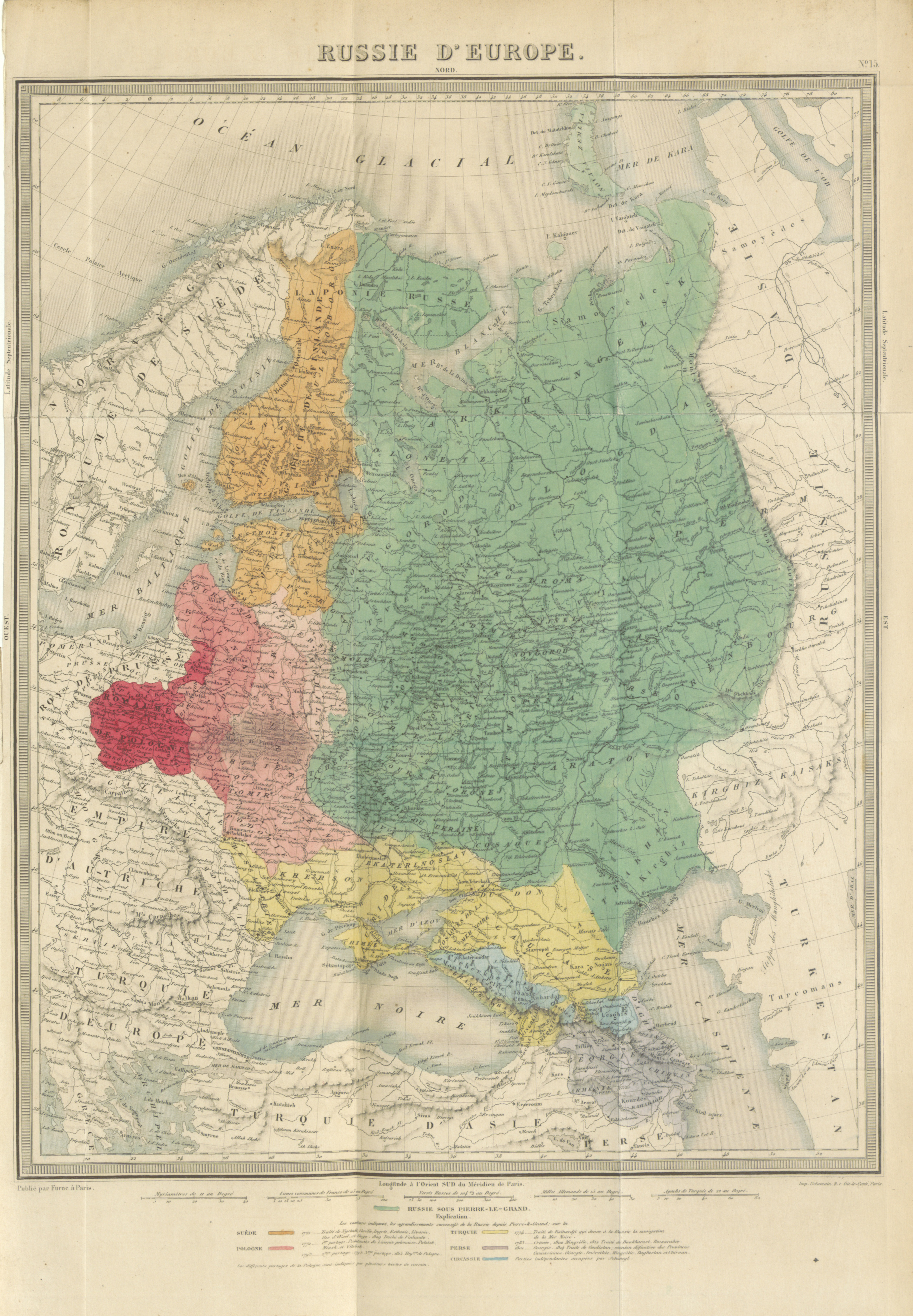
Expansion de la Russie en Europe et dans le Caucase jusqu'à la fin du XIXe siècle.

On fait généralement débuter l'histoire de la Russie soit en 1480 lorsque la Moscovie s'émancipe de la suzeraineté de la Horde d'or tatare, battue lors de la Grande halte sur la rivière Ougra, soit en 1547 lorsque la grande-principauté de Moscou devient le tsarat de Russie. Les grands-princes de Moscou Ivan III (règnant de 1462 à 1505) et Vassili III (règnant de 1505 à 1533) avaient déjà considérablement élargi les frontières de la Moscovie en annexant la république de Novgorod en 1478, la principauté de Tver en 1485, la république de Pskov en 1510, l'Apanage de Volokolamsk en 1513, et les principautés de Riazan en 1521 et de Novhorod-Siverskyï en 1522.
Pour les souverains russes, Moscou est investie d’une mission divine par le mariage d’Ivan III avec la princesse Zoé Paléologue, nièce du dernier empereur romain d’Orient mort en défendant Constantinople : elle est devenue la  « troisième Rome » (en russe : Москва—третий Рим), le plus puissant État indépendant orthodoxe, héritier, après la chute de Constantinople (« deuxième Rome ») en 1453, de la mission de protéger les traditions de la Rome impériale (« première Rome ») et la foi orthodoxe. Cette théorie justifie à la fois le pouvoir absolu des tsars et le rôle de gardiens de la foi orthodoxe des Patriarches russes, sur le modèle byzantin dont Moscou adopte l’emblème (aigle bicéphale), le titre de « tsar » (dérivé du titre romain de « César » et dont dérive aussi le titre germanique de « Kaiser ») et les rites du couronnement.
Après une période d'instabilité politique entre 1598 et 1613, connue sous le nom de Temps des Troubles, les Romanov arrivent au pouvoir en 1613 et le processus d'expansion-colonisation du Tsarat se poursuivra jusqu'en 1905. Tandis que l'Europe occidentale colonisait le Nouveau Monde, le tsarat de Russie s'étendait par voie terrestre, principalement vers l'est, le nord et le sud. À la fin du XIXe siècle, l'Empire russe s'étendait de la mer Baltique à la mer Noire et à l'océan Pacifique et comprenait pendant un certain temps des colonies dans les Amériques, notamment l'Alaska (1732-1867), ainsi qu'un comptoir non officiel de courte durée en Afrique (1889) dans l'actuel Djibouti.

### Expansion en Asie

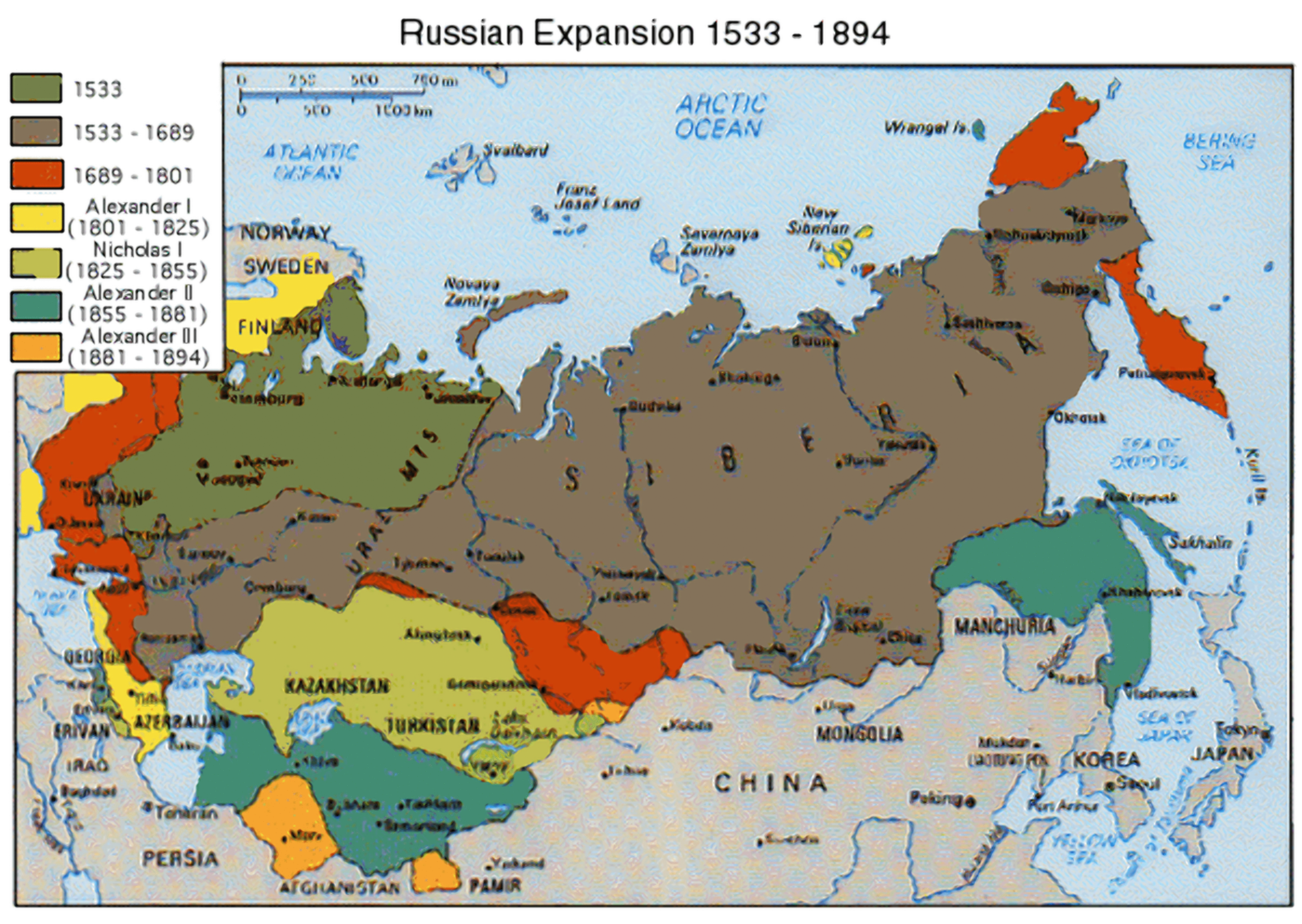
Expansion russe en Eurasie entre 1533 et 1894

La première ère de cette évolution territoriale (de 1582 à 1650) aboutit à l'expansion vers le nord-est de l'Oural au Pacifique. Des expéditions scientifiques ont cartographié une grande partie de la Sibérie. La deuxième ère (de 1785 à 1830) fut orientée sur le sud dans les zones situées entre la mer Noire et la mer Caspienne, autour du Caucase. Les régions clés étaient l'Arménie et la Géorgie, en pénétrant dans l'Empire ottoman, et la Perse. En 1829, la Russie contrôle tout le Caucase, comme le montre le traité d'Andrinople de 1829. La troisième ère, (de 1850 à 1860) fut un bref entracte se focalisant sur la côte Est, annexant la région du fleuve Amour à la Mandchourie. La quatrième ère (de 1865 à 1885) intégra le Turkestan et les zones au nord de l'Inde à la Russie, suscitant des craintes britanniques, qui considéraient cette conquête comme une menace pour l'Inde britannique dans le Grand Jeu,.

### Tableau des conquêtes
| Année                       | Tsar                    | Territoire annexé                                                                                      | Annexé à                              | Contexte                                                             |
| --------------------------- | ----------------------- | --- | ------------------------------------- | -------------------------------------------------------------------- |
| 1552                        | Ivan le Terrible        | Khanat de Kazan                                                                                        | Khanat de Kazan                       | Guerres russo-kazanes                                                |
| 1556                        | Ivan le Terrible        | Khanat d'Astrakhan                                                                                     | Khanat d'Astrakhan                    | Contrôle russe de la route commerciale de la Volga                   |
| 1598                        | Fédor Ier de Russie     | Khanat de Sibir                                                                                        | Khanat de Sibir                       | Conquête du Khanat de Sibir                                          |
| 1582 – fin du XVIIIe siècle | progressif              | Sibérie                                                                                                | peuples indigènes                     | Conquête russe de la Sibérie                                         |
| 1667                        | Alexis Ier de Russie    | Smolensk, nord-est de l'Ukraine, Kiev (temporaire), Région de Zaporijjia (condominium avec la Pologne) | République des Deux Nations           | Guerre russo-polonaise de 1654-1667                                  |
| 1681                        | Fédor III de Russie     | Khanat de Qasim                                                                                        | Khanat de Qasim                       | Mort de la reine Fatima Soltan                                       |
| 1686                        | Pierre Ier le Grand     | Acquisition définitive de Kiev et de Zaporijjia                                                        | République des Deux Nations           | Union avec la Pologne contre l'Empire ottoman (Grande guerre turque) |
| 1721                        | Pierre Ier le Grand     | Livonie, Estonie, Ingrie et Carélie                                                                    | Suède                                 | Grande guerre du Nord                                                |
| 1743                        | Elisabeth Ire de Russie | Sud-ouest de la Carélie                                                                                | Suède                                 | Guerre russo-suédoise de 1741-1743                                   |
| 1771                        | Catherine II la Grande  | Khanat kalmouk                                                                                         | Khanat kalmouk                        | Exode d'une partie des Kalmouks vers la Dzoungarie                   |
| 1772                        | Catherine II la Grande  | Voïvodie d'Inflanty et l'est de la Biélorussie                                                         | République des Deux Nations           | Premier partage de la Pologne                                        |
| 1774                        | Catherine II la Grande  | Terres au sud du Boug méridional et Karbadines (nord-Caucase)                                          | Empire ottoman                        | Guerre russo-turque de 1768-1774                                     |
| 1783                        | Catherine II la Grande  | Khanat de Crimée                                                                                       | Empire ottoman                        | Annexion de l'État vassal criméen                                    |
| 1792                        | Catherine II la Grande  | Yedisan                                                                                                | Empire ottoman                        | Guerre russo-turque de 1787-1792                                     |
| 1793                        | Catherine II la Grande  | nord de l'Ukraine et Biélorussie                                                                       | République des Deux Nations           | Deuxième partage de la Pologne                                       |
| 1795                        | Catherine II la Grande  | Ouest de la Galicie et sud de la Mazovie                                                               | République des Deux Nations           | Troisième partage de la Pologne                                      |
| 1799                        | Paul Ier de Russie      | Alaska                                                                                                 | peuples indigènes                     | Amérique russe                                                       |
| 1801                        | Alexandre Ier de Russie | Géorgie de l'est                                                                                       | Royaume de Kartl-Kakhétie             | Annexion de la Géorgie orientale                                     |
| 1809                        | Alexandre Ier de Russie | Grand-Duché de Finlande                                                                                | Suède                                 | Guerre de Finlande                                                   |
| 1810                        | Alexandre Ier de Russie | Géorgie de l'ouest                                                                                     | Royaume d'Iméréthie                   | Annexion de la Géorgie occidentale                                   |
| 1812                        | Alexandre Ier de Russie | Bessarabie (partie orientale de la Moldavie)                                                           | Empire ottoman                        | Guerre russo-turque de 1806-1812                                     |
| 1813                        | Alexandre Ier de Russie | Duché de Varsovie                                                                                      | Empire français                       | Guerres napoléoniennes                                               |
| 1813                        | Alexandre Ier de Russie | Géorgie, Daghestan, parties du nord de l'Azerbaïdjan, et du nord de l'Arménie                          | Perse Kadjare                         | Guerre russo-persane de 1804-1813                                    |
| 1828                        | Nicolas Ier de Russie   | Province d'Igdir, et le reste du nord de l'Azerbaïdjan, et de l'Arménie                                | Perse Kadjare                         | Guerre russo-persane de 1826-1828                                    |
| 1858                        | Alexandre II de Russie  | Terres mandchoues au nord du fleuve Amour                                                              | Empire Qing (Chine)                   | Seconde guerre de l'opium                                            |
| 1860                        | Alexandre II de Russie  | Terres mandchoues à l'est de la rivière Oussouri                                                       | Empire Qing (Chine)                   | Seconde guerre de l'opium                                            |
| 1730–1863                   | Progressif              | Kazakhstan                                                                                             | petite Jüz, Jüz moyenne, grande Jüz   | Intégration du Khanat kazakh à l'Empire russe                        |
| 1866                        | Alexandre II de Russie  | Ouzbékistan                                                                                            | Émirat de Boukhara                    | Conquête russe de Boukhara                                           |
| 1867                        | Alexandre II de Russie  | Vente de l'Alaska                                                                                      | États-Unis d'Amérique                 | Achat de l'Alaska par les États-Unis                                 |
| 1873                        | Alexandre II de Russie  | nord du Turkménistan                                                                                   | Khanat de Khiva                       | Conquête russe de Khiva de 1873                                      |
| 1875                        | Alexandre II de Russie  | Sakhaline                                                                                              | Empire du Japon                       | Traité avec le Japon                                                 |
| 1876                        | Alexandre II de Russie  | Kirghizistan et l'ouest du Tadjikistan                                                                 | Khanat de Kokand                      | Annexion de l'État vassal de Kokand                                  |
| 1878                        | Alexandre II de Russie  | Bessarabie méridionale, oblasts de Kars et de Batoumi dans le Caucase                                  | Empire ottoman                        | Guerre russo-turque de 1877-1878                                     |
| 1885                        | Alexandre III de Russie | sud du Turkménistan                                                                                    | Turkmènes                             | Conquête russe des Turcomans                                         |
| 1893                        | Alexandre III de Russie | est du Tadjikistan                                                                                     | Haut-plateau de Pamir très peu peuplé | Exploration du Pamir                                                 |
| 1905                        | Nicolas II de Russie    | Perte du sud de Sakhaline au traité de Portsmouth                                                      | Empire du Japon                       | Guerre russo-japonaise                                               |

## République russe et Union soviétique
Après la révolution russe de février 1917, une République russe socialiste met fin à l'L'Empire russe, mais en octobre de la même année, les bolcheviks s'en emparent et la transforment en Russie soviétique (1917-1991). Sa zone de contrôle direct varia énormément pendant la guerre civile russe de 1917 à 1922. Finalement, le gouvernement bolchevik reprit le contrôle de la plupart des anciennes terres eurasiennes de l'Empire russe et y forma de nombreuses républiques soviétiques, pour la plupart éphémères. En 1922, il forme avec la Biélorussie, l'Ukraine et la Transcaucasie un nouvel État fédéral : l'Union des républiques socialistes soviétiques (ou Union soviétique, URSS), qui dure jusqu'en décembre 1991. Parmi les anciennes terres de l'Empire russe, la Finlande, la Pologne et les Pays baltes obtiennent leur indépendance vis-à-vis de la Russie en 1918, tandis que la Moldavie s'unit à la Roumanie. Par le pacte germano-soviétique de 1939 et le traité de paix de Paris de 1947, l'Union soviétique obtient les pays baltes, la Pologne orientale et la Moldavie ainsi qu'une zone d'influence exclusive sur l'Allemagne de l'Est, la Pologne, la Tchécoslovaquie, la Hongrie, la Roumanie, la Bulgarie et l'Albanie.
Territoires de l'ancien Empire russe temporairement indépendants, fictivement ou effectivement :
- États-satellites soviétiques :
  - La République socialiste des travailleurs de Finlande de 1918, remplacée par la Finlande indépendante que les soviétiques appelèrent « Finlande bourgeoise »;
  - La Commune des travailleurs d'Estonie, qui fut remplacée par l'Estonie indépendante que les soviétiques appelèrent « Estonie bourgeoise »;
  - La république soviétique socialiste de Lettonie de 1918, remplacée par la Lettonie indépendante que les soviétiques appelèrent « Lettonie bourgeoise »;
  - La République socialiste soviétique lituano-biélorusse de 1919, fut répartie en 1921 entre la Pologne, la Lituanie indépendante et la RSS de Biélorussie;
  - La république soviétique d'Odessa de 1918 fut intégrée à la RSS d'Ukraine en 1922 ;
  - La république socialiste soviétique de Bessarabie fut proclamée en 1919 pour renverser la République démocratique moldave (« bourgeoise ») qui choisit alors de s'unir à la Roumanie (union que l'URSS n'a jamais reconnu)
  - République populaire de Crimée, 1917-1918 ;
  - La république soviétique de Donetsk-Krivoï-Rog de 1919 fut intégrée à la RSS d'Ukraine en 1922 ;
  - En Ciscaucasie, la République soviétique du Kouban et celle de la mer Noire de 1918 s'unirent l'année suivante en une République soviétique du Kouban et de la mer Noire, réunie au bout de quelques mois, avec la République soviétique de Stavropol et celle du Terek, à la République soviétique nord-caucasienne qui fut elle-même intégrée en 1922 à la République socialiste fédérative soviétique de Russie ;
  - La république socialiste soviétique d'Abkhazie de 1921 fut intégrée quinze ans plus tard à la RSS de Géorgie en tant que RSSA (région autonome) ;
  - La république socialiste fédérative soviétique de Transcaucasie de 1922 fut divisée en 1936 en trois RSS : Géorgie, Arménie et Azerbaïdjan ;
  - La république soviétique populaire du Khorezm de 1923 (ancien Khanat de Khiva) fut partagée en 1936 entre les RSS d'Ouzbékistan et du Turkménistan ;
  - La république soviétique populaire de Boukhara (ancien Émirat de Boukhara) de 1924 fut partagée en 1936 entre les RSS d'Ouzbékistan et du Turkménistan ;
  - république asiatique de l'Extrême orient.
- Autres États, non inféodés à la Russie soviétique, voire s'opposant à elle :
  - Royaume de Finlande (1918) ;
  - République de Finlande (depuis 1917) ;
  - Ingrie du Nord (1919-1920) ;
  - République d'Estonie (1918-1940) ;
  - Duché de Courlande et Sémigalle (1918) ;
  - République de Lettonie (1918-1940) ;
  - Royaume de Lituanie (1918) ;
  - République de Lituanie centrale (1920-1922) ;
  - République populaire biélorusse (1918) ;
  - République populaire ukrainienne, État ukrainien (1917-1921) ;
  - République démocratique moldave (1917-1918) ;
  - Émirat du Caucase du Nord (1919-1920) ;
  - République montagnarde du Caucase du Nord (1917-1920) ;
  - République fédérative démocratique de Transcaucasie (1918) ;
  - République démocratique d'Arménie (1918-1920) ;
  - République démocratique de Géorgie (1918-1921) ;
  - République démocratique d'Azerbaïdjan (1918-1920) ;
  - Dictature de Caspienne centrale (1918) ;
  - Autonomie d'Alash (1917–1920) ;
  - État bouriate de Balagad (1919-1926).

Entre les deux guerres mondiales, le gouvernement bolchevik tailla dans la RSFS de Russie  d'autres républiques soviétiques, elles-mêmes ultérieurement divisées, et en modifia à plusieurs reprises les limites. En 1919, les povits du nord de Mgline, Novozybkov, Starodoub et Suraj du gouvernement ukrainien de Tchernihiv ont été transférés de la RSS d'Ukraine au nouveau gouvernement de Gomel de la RSFSR. En février 1924, les okruhas de Taganrog et de Chakhty ont été transférés du gouvernement de Donetsk en Ukraine au kraï du Caucase du Nord en Russie,. Le Turkménistan et l'Ouzbékistan furent créés en 1924, le Kazakhstan et le Kirghizistan en 1936.
Grâce au pacte germano-soviétique de 1939, l'URSS put s'agrandir sans combattre de 388 892 km2 aux dépens des pays baltes (166 583 km2), de la Pologne (172 171 km2) et de la Roumanie (50 138 km2), avançant sa frontière vers l'ouest de 300 km en moyenne. De l'autre côté, ce pacte permettait au Troisième Reich de rapatrier des divisions, notamment blindées, vers l'ouest, sans craindre une attaque soviétique venant de l'est. Les Allemands purent ainsi envahir en mai 1940 la France par un Blitzkrieg, avant de se retourner l'année suivante contre l'URSS lors de l'opération Barbarossa, le 22 juin 1941, rompant ainsi le pacte. Paul-Marie de La Gorce détaille les quatre motivations soviétiques selon les territoires convoités :
1. Finlande : acquisition de territoires finnois en Carélie ;
2. pays baltes : augmentation du nombre des ports soviétiques (une quinzaine de plus) et de la longueur des côtes sur la mer Baltique (4 335 km de plus) ;
3. Pologne : annulation de la paix de Rīga de 1920, ayant laissé à la Pologne des territoires biélorusses et ukrainiens qui avaient ainsi échappé à la terreur rouge, à la collectivisation et aux famines (dont la grande holodomor de 1933 en Ukraine) ;
4. Roumanie : accès aux bouches du Danube et annulation de l'union, en 1918, de la République démocratique moldave à la Roumanie, effectuée en dépit des efforts de la république soviétique d'Odessa pour empêcher cette union.

Après la Seconde Guerre mondiale le processus se poursuit : tant que l'URSS espéra intégrer la Finlande, la région autonome de Carélie fut érigée en RSS carélo-finnoise de 1945 à 1956. L'oblast de Crimée et la ville de Sébastopol ont été transférés à l'Ukraine le 19 février 1954 (plus tard annexés par la fédération de Russie en 2014). Il y a également eu de nombreux changements frontaliers mineurs entre les républiques soviétiques.
À la fin de la Seconde Guerre mondiale, l'Union soviétique a annexé :
1. la Carélie, occupée en 1941, raïon de Petchenga (Petsamo), en 1944, et des parties de Salla, cédées en 1945 par la Finlande, et un bail de 50 ans sur la base navale de Porkkala ;
2. la Prusse orientale allemande, aujourd'hui l'oblast de Kaliningrad, en 1945 ;
3. la région de Klaipėda, rendue à la Lituanie en 1945 ;
4. la Biélorussie occidentale et l'Ukraine occidentale de la Deuxième République polonaise (voir Territoires polonais annexés par l'Union soviétique), gagnés en septembre-octobre 1939 par le pacte germano-soviétique ;
5. l'Estonie, la Lettonie et la Lituanie, occupées en août 1940 selon le même pacte ;
6. la Ruthénie des Carpates, cédée par la Tchécoslovaquie en 1945 ;
7. la Bessarabie (Moldavie et voisinage), Hertsa et la Bucovine du nord, territoires roumains occupés après un ultimatum en 1940 selon le même pacte ;
8. Touva (indépendant de 1921 à 1944, auparavant gouverné par la Mongolie et par l'Empire mandchou ;
9. les îles Kouriles et le sud de Sakhaline obtenus du Japon, occupés en 1945.

Parmi ces conquêtes, Pechenga, Salla, Touva, l'oblast de Kaliningrad, Klaipėda, les Kouriles et Sakhaline ont été ajoutés au territoire de la RSFSR.
Après la Seconde Guerre mondiale, l'URSS a aussi créé sept États satellites, connus sous le nom de « bloc de l'Est » et restés indépendants de jure, bien que de facto leurs politiques administratives, militaires, étrangères et intérieures étaient sous le contrôle du Kremlin :
1. République populaire socialiste d'Albanie (jusqu'en 1961) ;
2. République démocratique allemande ;
3. République populaire de Bulgarie ;
4. République populaire de Hongrie ;
5. République populaire de Pologne ;
6. République socialiste de Roumanie ;
7. République socialiste tchécoslovaque.

## Fédération de Russie
La dislocation de l'Union soviétique en 1991 a conduit à la création d'États post-soviétiques indépendants, la RSFS russe déclarant son indépendance en décembre 1991 et changeant son nom en fédération de Russie.
La république tchétchène d'Itchkérie était un gouvernement sécessionniste non reconnu de la République tchétchène de 1991 à 2000, qui a mené à deux guerres contre la Russie jusqu'à l'exil du gouvernement en 2000.
La fédération de Russie a été impliquée dans des différends territoriaux avec plusieurs de ses voisins, notamment avec le Japon sur les îles Kouriles, avec la Lettonie sur le raïon de Pytalovsky (réglé en 1997), avec la Chine sur des parties de l'île de Tarabarov et de l'île Bolshoy Ussuriysky (réglée en 2001), avec ses voisins côtiers sur les frontières de la mer Caspienne, et avec l'Estonie sur leur frontière commune. La Russie a également eu des différends avec l'Ukraine sur le statut de la ville fédérale de Sébastopol, mais a convenu qu'elle appartenait à l'Ukraine dans le traité d'amitié russo-ukrainien de 1997, et sur l'île inhabitée de Tuzla, mais a renoncé à cette revendication dans le traité de 2003 sur la mer d'Azov et du détroit de Kertch.
La fédération de Russie a également utilisé ses forces armées, son soutien matériel et militaire pour aider à établir les États dissidents contestés de Transnistrie en Moldavie après la guerre de Transnistrie, et d'Ossétie du Sud et d'Abkhazie, après la guerre de 2008 en Géorgie. En 2008, peu après avoir annoncé la reconnaissance de l'Abkhazie et de l'Ossétie du Sud, le président russe Dmitri Medvedev a présenté une politique étrangère défiant l'ordre mondial « unipolaire » dominé par les États-Unis et revendiquant une sphère d'influence privilégiée dans l'étranger proche autour de la fédération de Russie et plus loin à l'étranger,.
En 2014, lorsqu'après des mois de manifestations en Ukraine, le président ukrainien pro-russe Viktor Ianoukovytch a été renversé lors de la révolution ukrainienne de 2014, les troupes russes occupèrent la péninsule ukrainienne de Crimée et, après un référendum organisé par la Russie, le Kremlin a annexé la Crimée et Sébastopol. L'annexion n'a pas été reconnue par l'Ukraine ni par la plupart des autres membres de la communauté internationale. Quelques semaines plus tard, un conflit armé est fomenté en Ukraine par la Russie, qui envoie des soldats, des militants, des armes et des munitions russes. Ce soutien sera officiellement confirmé lorsque le président russe Vladimir Poutine annonce reconnaitre l'indépendance des républiques séparatistes du Donbass le 21 février 2022. Cela entrainera l'invasion de l'Ukraine par la Russie.
Le 13 mai 2022, dans le contexte de la guerre en Ukraine, les autorités de l'Ossétie du Sud annoncent vouloir organiser un référendum le 17 juillet 2022 pour rejoindre la fédération de Russie, lors de la signature d'un décret par Anatoli Bibilov. Il affirme que « le moment est venu de s'unir une fois pour toutes » et que « nous rentrons à la maison ». Ce projet d'unification est stoppé par l'arrivée au pouvoir d'Alan Gagloev, qui invoque dans un décret  «l'incertitude liée aux conséquences légales d'une telle consultation », mais a cependant appelé à « tenir, sans délai, des consultations avec la partie russe sur l’ensemble des questions liées à une plus grande intégration de l’Ossétie du Sud et de la fédération de Russie ». Moscou a exprimé l'espoir que le successeur de Bibilov maintienne la « continuité » des relations avec la Russie.

### Atlas
- Blinnikov, Mikhail S. Une géographie de la Russie et de ses voisins (Guilford Press, 2011)
- Catchpole, Brian. Une histoire cartographique de la Russie (1983)
- Chew, Allen F. Un atlas de l'histoire russe: onze siècles de frontières changeantes (2e éd.1967)
- Gilbert, Martin. Routledge Atlas of Russian History (4e éd. 2007) extrait et recherche de texte
- Parker, Guillaume Henri. Une géographie historique de la Russie (University of London Press, 1968)
- Shaw, Denis JB La Russie dans le monde moderne : une nouvelle géographie (Blackwell, 1998)